# Jiří Holík (sadař)
Jiří Holík též Georg Holy[c]k (11. března 1635, asi Mnichovice – 1707/1710?, asi Riga) byl  ovocnář, spisovatel a český kazatel.

## Život

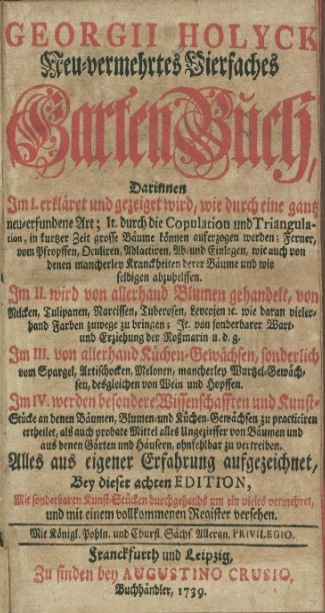
Titulní list Holíkova spisu Gartenbuch; vydání z roku 1739

Narodil se pravděpodobně v Mnichovicích u Prahy. Pocházel z rodu Holíků původem z Bořeňovic u Benešova. V deseti letech ho z protestantské rodiny odebrali jezuité a poskytli mu příslušné vzdělání v duchu katolicismu. V roce 1655 žil v dominikánském klášteře v Praze, kde studoval teologii. Dle svých slov působil po vysvěcení jako inkvizitor a podílel se na vyhledávání zakázaných knih, které tajně četl. V roce 1665 opustil katolickou církev, ale první útěk do exilu se mu nezdařil. Do exulantského útočiště v Žitavě se dostal až v září 1666. Tam konvertoval k luteránství s cílem stát se kazatelem v některé exulantské kolonii. Od roku 1668 pracoval pro 200 krajanů v Žitavě, dost cestoval mezi Žitavou a univerzitami v Halle a Wittenbergu, než se mu podařilo získat místo ve Wespen poblíž Barby. Někteří exulanti se ze Žitavy přemístili do Barby už v červnu 1669, ale výstavba domů ve Wespenu začala až na jaře 1670. Holík si pronajal byt v Barby, v té době byl ženatý a měl potomky. S přiděleným kazatelem farníci spokojeni nebyli a vyslali Holíka do Švédska jako kolektanta peněžní sbírky. Kvůli podpoření této sbírky vydal Holík v roce 1672 v Uppsale knihu Querelae et lachrymae bohemicae, id eft, breuis et vera commemoratio miserrimae conditions, in qua vere Euangelici Christiani constituti sund in Bohemia. Kniha vyšla v latině a švédštině. O rok později (1673) vyšla ve Wittenbrgu další kniha s názvem Päpstliche Geißel - das ist Eine kurtze Erzehlung der vier erbärmlichen Plagen mit welchen das Königreich Böhmen gedrückt worden (latinsky, později německy). Po téměř dvouletém pobytu ve Wittenbergu odjel Holík do švédské (dnes lotyšské) Rigy. Tam vydal v roce 1679 spisek Kurtze und wahrhafftige Erzehlung Des betrübten und gar traurigen Zustandes Des König-Reichs Böhmen, In welchem es, insonderheit in den letzten Verfolgungs Jahren der Religion halben gerathen. Kniha vyšla v češtině a později i v němčině.
Do Wespenu se Holík nevrátil, v kazatelské práci už nepokračoval a zůstal v Rize. Tam, někdy mezi lety 1707 a 1710 zřejmě podlehl morové epidemii a byl pohřben do hromadného hrobu. Je známo, že byl ženatý a měl potomky. O pokračování jeho rodové linie v Rize nejsou žádné informace.

## Stěžejní dílo
Zakládal ovocné zahrady a sady. Vynalezl tři nové štěpařské (roubovací) metody: družení/kopulaci, sedélkování a triangulaci. Je autorem čtrnácti knih o zahradnictví, jeho spis Neu-vermehrtes Vierfaches Garten-Buch vyšel v devíti vydáních (naposledy roku 1750).

## Mnichovice
V červnu 2009 byl v Mnichovicích otevřen revitalizovaný Park Jiřího Holíka a současně s 375. výročím jeho narození (předpokládalo se, že se narodil roku 1634) byla v místním infocentru uspořádána výstava.